# ساكسو غراماتيكوس
ساكسو غراماتيكوس هو مؤرخ وشاعر دنماركي عاش تقريبا بين عامي 1150 - 1220، وكتب Gesta Danurum (الأعمال الدنماركية) ويعتبر أهم وأول عمل عن تاريخ الدنمارك وأول مساهمة دنماركية للأدب.

## سيرته
لا يعرف الكثير عنه إلا أنه كان من جزيرة زيلاند من عائلة محاربين وكان أبوه وجده قد خدما تحت إمرة فالديمار ملك الدنمارك (مات 1182)، وربما كان محاسبا عند أبسالون كبير أساقفة لوند بين عامي 1178 - 1201 الذي ذكر لأول مرة في كتاب التاريخ الموجز لملوك الدنمارك (باللاتينية: Historia Regum Danicae Comendiosa) عام 1185 وهو كتاب لسفين أغيسن عن تاريخ سفين إستريدسون الذي مات عام 1076، وتم تأليف الكتاب بتوصية من أبسالون، لكنه أقنع أغيسن بألا يكتب عن العهود الوثنية الأولى. ولا شيء آخر يعرف عن حياته أو شخصيته؛ وهناك سجل يرجع للعام 1265 يدعوه mirae et urbanae eloquentiae clericus وهناك ملخص عن أعماله يرجع للعام 1340 يصفه بأنه egregius grammaticus, origine Sialandicus. ويمكن أن نتحقق من أصله من جزيرة زيلاند، فكثيرا ما يمتدح الزيلانديين بين أهالي الدنمارك من السكانيين واليوتلانديين.
يحتمل أن لقب غراماتيكوس يرجع في الغالب إلى مصدر لاحق، قبل العام 1500 بقليل، ومن الواضح أنه أتى لخطأ ما. أما لقب رئيس كنيسة روسكيلده فقد أعطي له في القرن السادس عشر، وعلى الأغلب فهو الآخر غير صحيح، حيث أن المؤرخين خلطوا بينه وبين معاصر آخر هو رئيس كنيسة بنفس الاسم.
اكتسب ساكسو من عمله كسكرتير لرئيس الأساقفة أسلوبا لاتينيا بارعا وإن كان به شيء من التكلف، وكتب العديد من القصائد اللاتينية الجيدة، ولكن عدا عن هذا فلا يظهر أنه كان ذا تعليم عالي أو أنه كان واسع الاطلاع. وكان مثله الأعلى في أسلوبه كتّاب مثل فاليريوس ماكسيموس ويوستين ومارتيانوس كابيلا، وتأثر بالأخير على وجه الخصوص. وأحيانا فهو يذكر بيد ودودو دي سان كوينتن وبولس الشماس، ولكن لا يظهر أنه درس أعمالهم أو أي أعمال تاريخية أخرى بشكل شامل.